# Ligure
Pour les articles homonymes, voir Ligure (homonymie).
Cet article possède des paronymes, voir Liguori et Ligurie.
Le ligure ou ligurien est un ensemble de parlers gallo-italiques parlé en Ligurie, dans les zones limitrophes du Piémont, de l'Émilie-Romagne, de la Toscane et de la haute vallée de la Roya, ainsi que dans les anciennes colonies de la république de Gênes comme Monaco, Ajaccio, Bonifacio, Calvi ou encore les îlots de San Pietro et Sant'Antioco, en Sardaigne.

## Parlers ligures

Zone géographique de la langue ligure.

Le dialecte ligure comprend divers parlers utilisés depuis la fin de l'Antiquité romaine en Ligurie et dans quelques régions voisines. L'aire de diffusion dialectale dépasse les frontières administratives de la région italienne ; elle inclut en effet des communes françaises (parler royasque, notamment autour de Tende), l'enclave linguistique de Monaco (monégasque), une partie du Piémont (la vallée du Tanaro, la vallée Scrivia et la vallée Borbera) et quelques communes de Toscane jusqu'à Massa). Certains isolats remontent à d'anciennes occupations génoises en Tunisie ou en Crimée. L'on citera à titre d'exemple le parler tabarquin de Sardaigne.
Les dialectes ligures, comme ceux parlés en Émilie, (alta Val Trebbia-Taro, PC/PR) au Piémont (AL) ou en Lombardie, (PV) appartiennent au groupe gallo-italique, bien que la Ligurie n'ait pas subi de domination celte directe, au sens de la Gaule cisalpine dont elle ne relevait pas (mais filtrée par la vallée du Pô). Même la domination romaine, jusqu'à Auguste, est restée assez superficielle sur ce territoire où l'on parlait lépontien, une langue indo-européenne mal documentée rattachée aux parlers celtiques. Les locuteurs des parlers ligures seraient donc les descendants romanisés de ces peuples lépontiques — et non des Ligures qui les ont précédés et qui ne semblent pas avoir parlé de langue indo-européenne.
L'influence gallo-italique a toutefois laissé des traces, comme la prononciation celtique du u ([y]) dans certains mots ; la diphtongue [uo] de l'italien est devenue 'eu' ([œ]), comme dans övu (en italien, uovo, en français œuf) ; la diphtongue [ei] en lieu et place du é fermé comme dans peive au lieu de pepe (poivre).
La chute des voyelles finales (apocope) rappelle parfois l'évolution du français (pour les mots en -no, en -ne, en -ni : ainsi, san au lieu de sano (sain) ; can au lieu de cane (chien) ; sen pour sani -(« sài » au ponant). Dans les mots qui finissent par -mo et -mi, on note un changement de la voyelle finale (final latine) : ramu au lieu de ramo (rameau) ; lüme au lieu de lume (lampe). La plupart des voyelles finales, même quand elles subsistent, sont atones.
A noter que le parler génois dit papê (ou pappê) pour « papier », alors que tous les autres dialectes de l’italien disent carta. Si l’italien est la seule langue européenne à ne pas utiliser l’étymon papyrus, qui a donné le français papier, l’allemand et le néerlandais papier, l’anglais paper, l’espagnol papel, le catalan paper, l'occitan papièr ou papèir, etc… le ligure fait exception sur ce point.
À ces caractéristiques phonétiques typiques du gallo-roman s'en ajoutent d'autres qui rappellent le sicilien. Le l dans un groupe consonantique s'adoucit, comme dans gianda (gland). Les groupes comportant une consonne labiale sont proches du sicilien, ainsi cian (plan, en italien piano) ou giancu (blanc, en italien bianco). L'on note l'influence du provençal dans des mots comme nöite ou nötte (alors qu'en lombard on trouve noc/nòot/nött), ou encore dans père et mère qui se disaient paire e maire et désormais pouèe e mouèe (sauf qu'à l’extrême ponant, Sanremo-Vintimille, où l'on trouve encore Pàire et Màire... ailleurs, pàie e màie).
Les dialectes ligures ont subi de profonds changements au Moyen Âge et se sont éloignés peu à peu des autres langues gallo-romanes. Les variantes dialectales sont nombreuses entre le Ponant (comme l'intémélien) et le Levant, avec au centre Gênes, dont le parler zenéize (génois) constitue la norme généralement adoptée. En général, les parlers de l'arrière-pays sont plus archaïques.

### Génois
Le génois (endonyme : zeneize ou zenéize), qui est la langue de Gênes et de ses environs, possède une riche et ancienne littérature remontant au XIIe siècle. L'expansion de la république de Gênes durant le Moyen Âge et l'établissement d'un vaste système colonial en Méditerranée, ont permis la diffusion internationale du génois et en ont fait l'une des langues du commerce de l'ère médiévale. Au XIXe siècle, l'émigration italienne a permis d'importer la langue en Amérique du Sud notamment au Chili, au Pérou et en Argentine (surtout dans le quartier bonairien de La Boca où se trouve le club omnisports Boca Juniors surnommé Xeneize). De nos jours, le génois commence à être enseigné dans les écoles de Gênes de manière optionnelle.

### Monégasque
Le monégasque (endonyme : munegascu) est un dialecte ligurien proche de l'intémélien parlé historiquement à Monaco mais dont la pratique décline depuis le XXe siècle à cause de la concurrence avec le français, seule langue officielle de la Principauté. Grâce au travail de l'écrivain et poète Louis Notari, le monégasque possède sa propre norme orthographique depuis 1927.

### Bonifacien
Le bonifacien (endonyme : u bunifazzinu) est un dialecte ligurien propre à la commune de Bonifacio qui possède son propre système orthographique. Historiquement, c'est une ville géographiquement isolée peuplée par des familles génoises qui ne s'allient pas aux familles corses. En 1196, un préside génois est fondé à Bonifacio ; dès lors des colons provenant de la république de Gênes vont se succéder. Pendant sept siècles, jusqu'en 1769, la ville va se développer comme zone franche enclavée dans l'île de Corse.

### Tabarquin
Le tabarquin (endonyme : tabarkin) est un dialecte ligurien parlé dans la partie sud-ouest de la Sardaigne, au cœur l'archipel des Sulcis, dans les communes de Carloforte (Île San Pietro) et de Calasetta (Île de Sant'Antioco) qui possède son propre système orthographique. Le ligure a été importé en 1738 lorsque le roi Charles-Emmanuel III rapatria des évacués génois originaires de l'Île de Tabarka dans son royaume pour repeupler les zones littorales désertées par les incursions répétées des corsaires maures.

### Les dialectes ligures de la Côte d'Azur

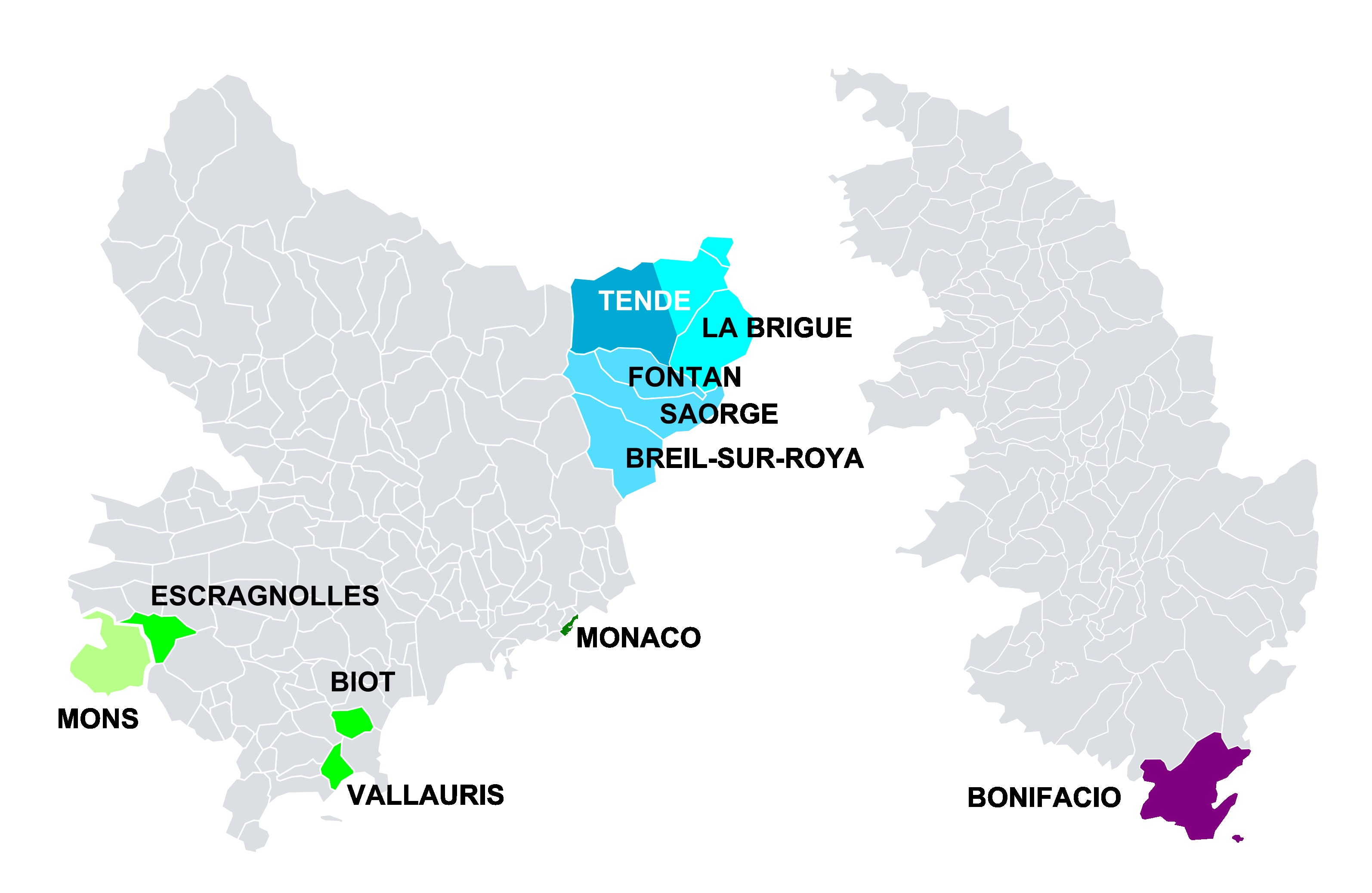

La frontière linguistique ne coïncide pas exactement avec la frontière politique entre la France et l'Italie, notamment dans la vallée de la Roya où l'on parle ligurien alpin (royasque et brigasque) de la basse Bévéra — même si les parlers de Vintimille et de Bordighera ont un caractère nettement ligure, alors que le mentonasque présente un caractère nissart de transition.
Des villages provençaux repeuplés par des familles pauvres liguriennes appelés « figouns » à la suite des dévastations des guerres et épidémies ont parlé ligurien (des vallées du ponant) jusqu'aux années 1920.

## Exemples de vocabulaire (génois et ligure de ponant)
(Dans la graphie en U)
| Ligure                 | traduction en français    | Lig.Pon.                    | Remarques                                                                    |
| ---------------------- | ------------------------- | --------------------------- | ---------------------------------------------------------------------------- |
| u péi                  | la poire                  | a pèira                     |                                                                              |
| u méi                  | la pomme                  | a méera                     |                                                                              |
| u setrún               | l'orange                  | u purtugàlu                 | (ce mot, sans doute à l'origine du mot citron en français, a remplacé limon) |
| u fîgu                 | la figue                  |                             |                                                                              |
| u pèrsegu              | la pêche                  |                             |                                                                              |
| u rîbes                | le cassis                 |                             |                                                                              |
| u mandurin             | la mandarine              |                             |                                                                              |
| u franbuâse            | la framboise              | émpane / lampùi             | (ce mot ligure est clairement d'origine française)                           |
| a sêxa                 | la cerise                 | a cirèixia                  |                                                                              |
| u mêlu                 | la fraise                 |                             |                                                                              |
| a nisöa                | la noisette               |                             |                                                                              |
| l'arbicòca             | l'abricot                 | miscimì-baricòca-persegumìn |                                                                              |
| a brinja               | la prune                  | a suzéna                    |                                                                              |
| a nuxe                 | la noix                   |                             |                                                                              |
| a muìa                 | la mûre                   |                             |                                                                              |
| l'üüga                 | le raisin                 |                             |                                                                              |
| l axinélu              | le raisin                 |                             | (le fruit seul dans une grappe)                                              |
| a nèspua               | la nèfle                  |                             |                                                                              |
| u pinjöö               | le pignon de pomme de pin |                             |                                                                              |
| u pursémmu / prunsémuu | le persil                 |                             |                                                                              |
| u sélou                | le céleri                 | zélaru                      |                                                                              |
| smangiâ                | avoir des démangeaisons   |                             |                                                                              |
| cazze                  | tomber                    |                             |                                                                              |
| scarligà               | glisser                   | sgurà'/scuglià              |                                                                              |
| spatisâ                | écraser                   |                             |                                                                              |
| arvî-ervì-droeve       | ouvrir                    |                             |                                                                              |
| serâ                   | fermer                    |                             |                                                                              |
| u cèeu                 | la lumière                | u ciàiru                    |                                                                              |
| a cà                   | la maison, le foyer       |                             |                                                                              |
| l öövu                 | l'œuf                     |                             |                                                                              |
| l ögiu                 | l'œil                     | l'oegliu / l'oeyu           |                                                                              |
| a bucca                | la bouche                 |                             |                                                                              |
| a tésta                | la tête                   |                             |                                                                              |
| a schénn-a             | le dos                    |                             |                                                                              |
| u cüü                  | le cul                    |                             |                                                                              |
| u brasu-brazu          | le bras                   |                             |                                                                              |
| a ganba                | la jambe                  |                             |                                                                              |
| u cöö                  | le cœur                   |                             |                                                                              |

## Écrire le ligure
Il existe douze systèmes graphiques différents pour écrire le ligurien divisibles en deux groupes : les historiques qui ne sont plus employés et les contemporains.
Le génois ne possède que deux graphèmes — ‹ o › et ‹ u › — pour noter trois sons [ɔ], [u] et [y] qu'il faut aussi distinguer par un accent selon leur longueur

### Graphies contemporaines

#### Graphie de Fabrizio De André
En 1984, Fabrizio De André sort Crêuza de mä (Sentier de mer), un album en génois dont les paroles du livret sont orthographiées selon un système développé par le chanteur. En dehors des graphèmes : ‹ æ › [ɛ], ‹ ç › [s], ‹ é › [e], ‹ è › [ɛ], ‹ eu › [ø], ‹ n › [ŋ], ‹ ssc › [st͡ʃ], ‹ û › [y], ‹ x › [ʒ], ‹ z › [z], toutes les autres lettres se lisent selon les codes italiens. L'accent circonflexe est utilisé comme marqueur grammatical de l'infinitif, l'accent tonique irrégulier (celui qui ne tombe pas sur la pénultième syllabe) est noté par un accent aigu, le tréma ‹ ¨ › indique les voyelles longues.

#### Grafia ofiçiâ
L’Academia Ligustica do Brenno (en français Académie ligurienne du son) est une société italienne fondée à Gênes en 1970 qui a pour objectif de maintenir la pureté du dialecte génois et d'autres variantes de la langue ligure. À cette fin, elle a élaborée une orthographe afin de normaliser de façon cohérente et sans ambiguïté le ligurien.
Synthèse des différentes graphies utilisées pour l'écriture du ligurien
|                   | [ɛ] | [o]   | [ɔ] | [u] | [ø] | [y] | [t͡ʃ]   | [ʃ]      | [s]   | [z]   | [ʒ] | [dʒ]   |
| ----------------- | --- | ----- | --- | --- | --- | --- | ------ | -------- | ----- | ----- | --- | ------ |
| Grafia ofiçiâ     | è   | ö     | ò   | o   | eu  | u   | ci - c | sci - sc | s - ç | z     | x   | gi - g |
| Classique         | æ`  | o     | ò   | o   | œu  | u   | ci - c | s        | s - ç | z     | x   | gi - g |
| Traditionnelle    | è   | o     | ò   | o   | eu  | u   | ch     | s        | s - ç | z     | x   | gi - g |
| Ettore Barbi      | è   | o - ó | ò   | u   | eu  | u   | ci - c | sci - sc | s - ç | z - s | x   | gi - g |
| En U              | è   | o - ó | ò   | u   | œ   | y   | ci - c | sci - sc | s     | z     | x   | gi - g |
| Fabrizio De André | è   | o - ó | ò   | u   | eu  | ü   | ci - c | sci - sc | s     | z     | x   | gi - g |